# Fuco

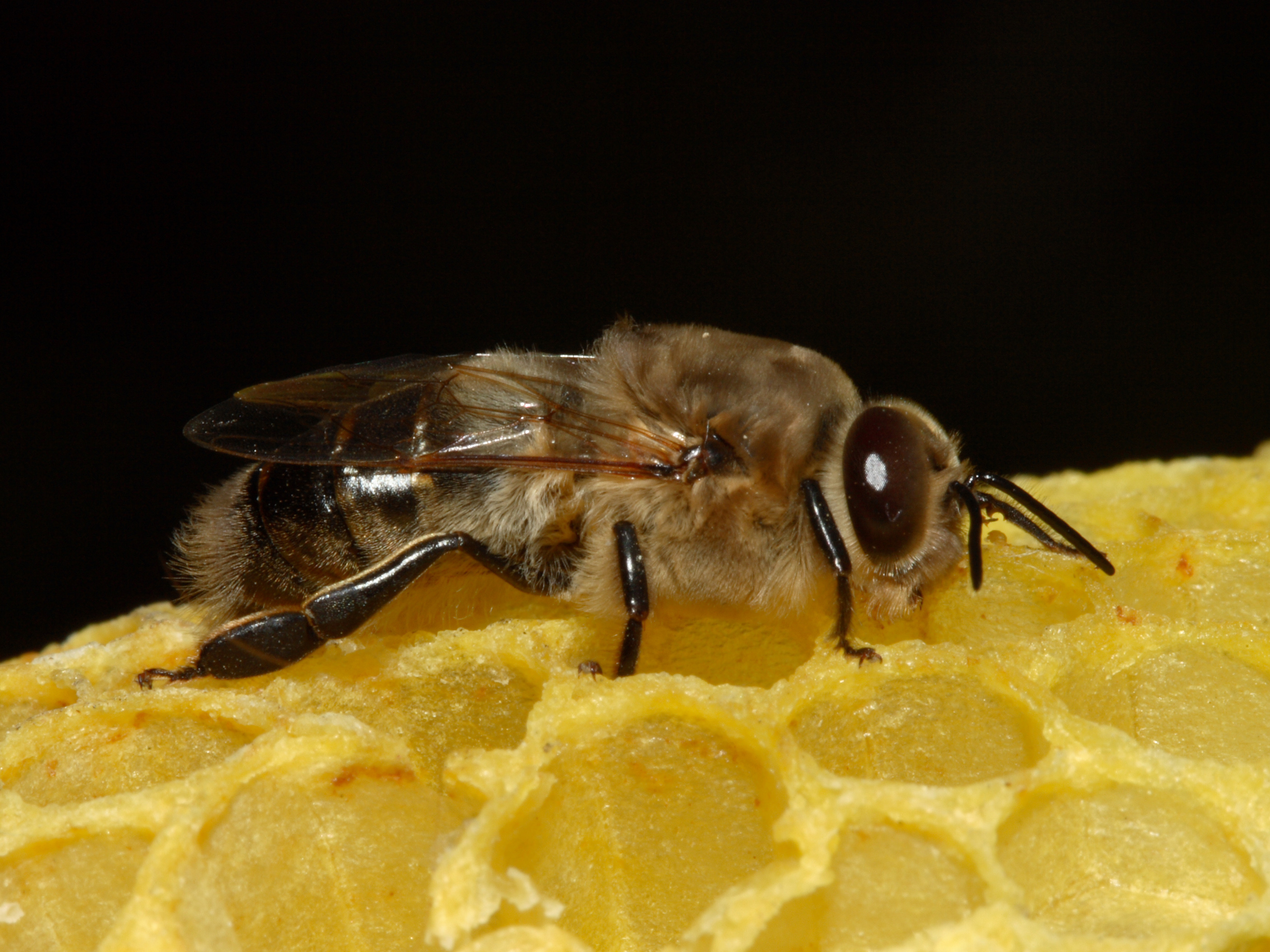
Fuco

Il fuco, chiamato anche pecchione (Apis mellifera, Apis cerana o Apis), nasce da uova non fecondate di ape regina-feconda o vergine o dalle uova deposte da api figliatrici. Il corpo dell'ape maschio è grosso e ricoperto di peli. L'ape maschio presenta grandi occhi, permettendogli di individuare meglio le regine vergini in volo. Le sue ali, di dimensioni maggiori, gli permettono di coprire distanze fino a 16-17 km, necessarie per raggiungere i luoghi di accoppiamento. La ligula, quella sorta di proboscide che l'ape inserisce nel calice florale per aspirare il nettare, è più corta e non consente al fuco di bottinare ma soltanto di assorbire il miele dai favi. Inoltre, deve essere nutrito di polline dalle api operaie e non possiede un pungiglione.

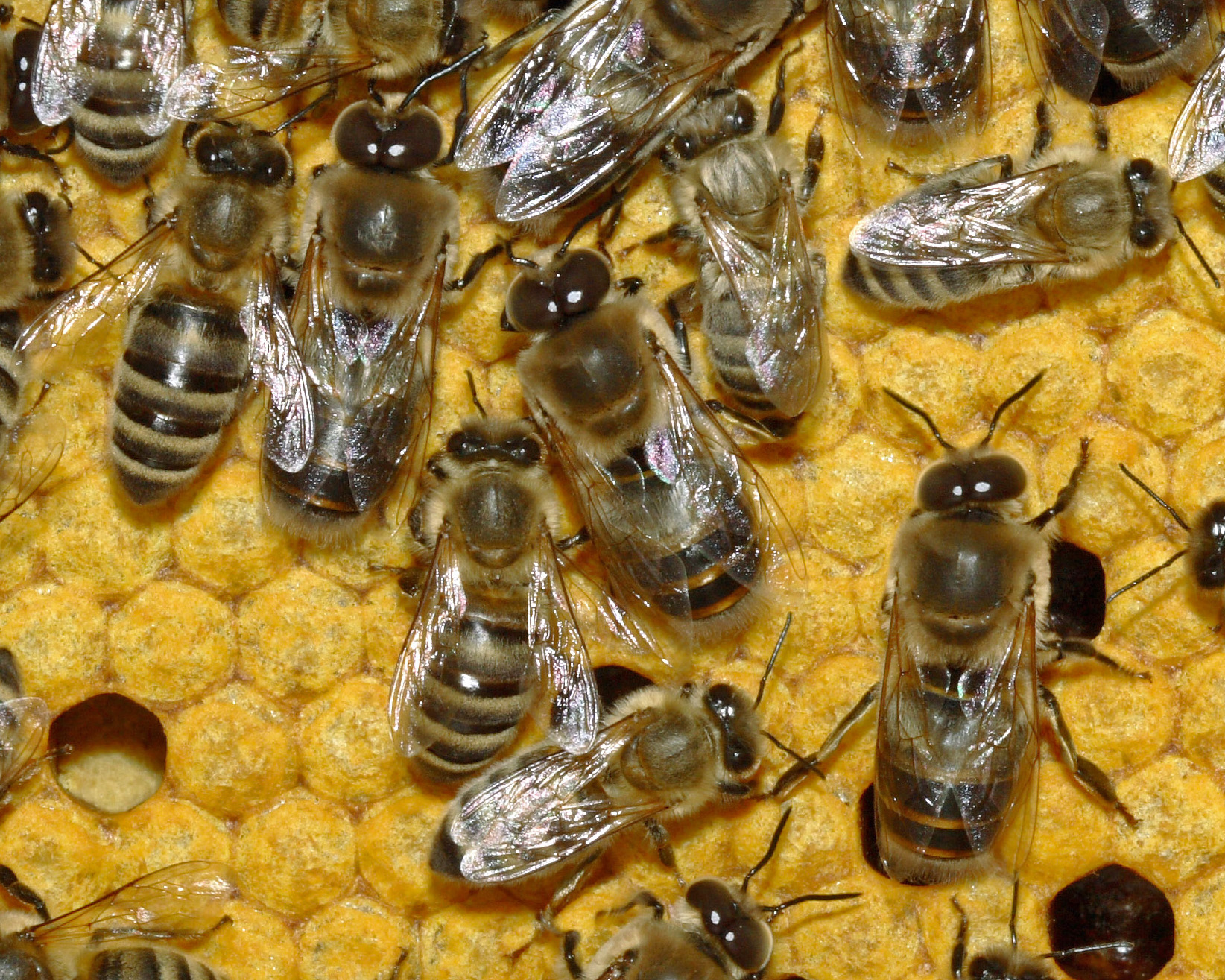
Operaie e fuchi

Non lavora all'interno dell'arnia e il suo unico scopo è quello di fecondare la regina; per questo motivo i fuchi si raccolgono in località, a volte piuttosto lontane dagli alveari, in attesa del passaggio di regine da fecondare. Il corteggiamento avviene tramite particolari danze attuate dal fuco e dalla regina.
Il maschio è atto alla fecondazione dopo circa 15 giorni dalla nascita; la sua vita è di circa 50 giorni.

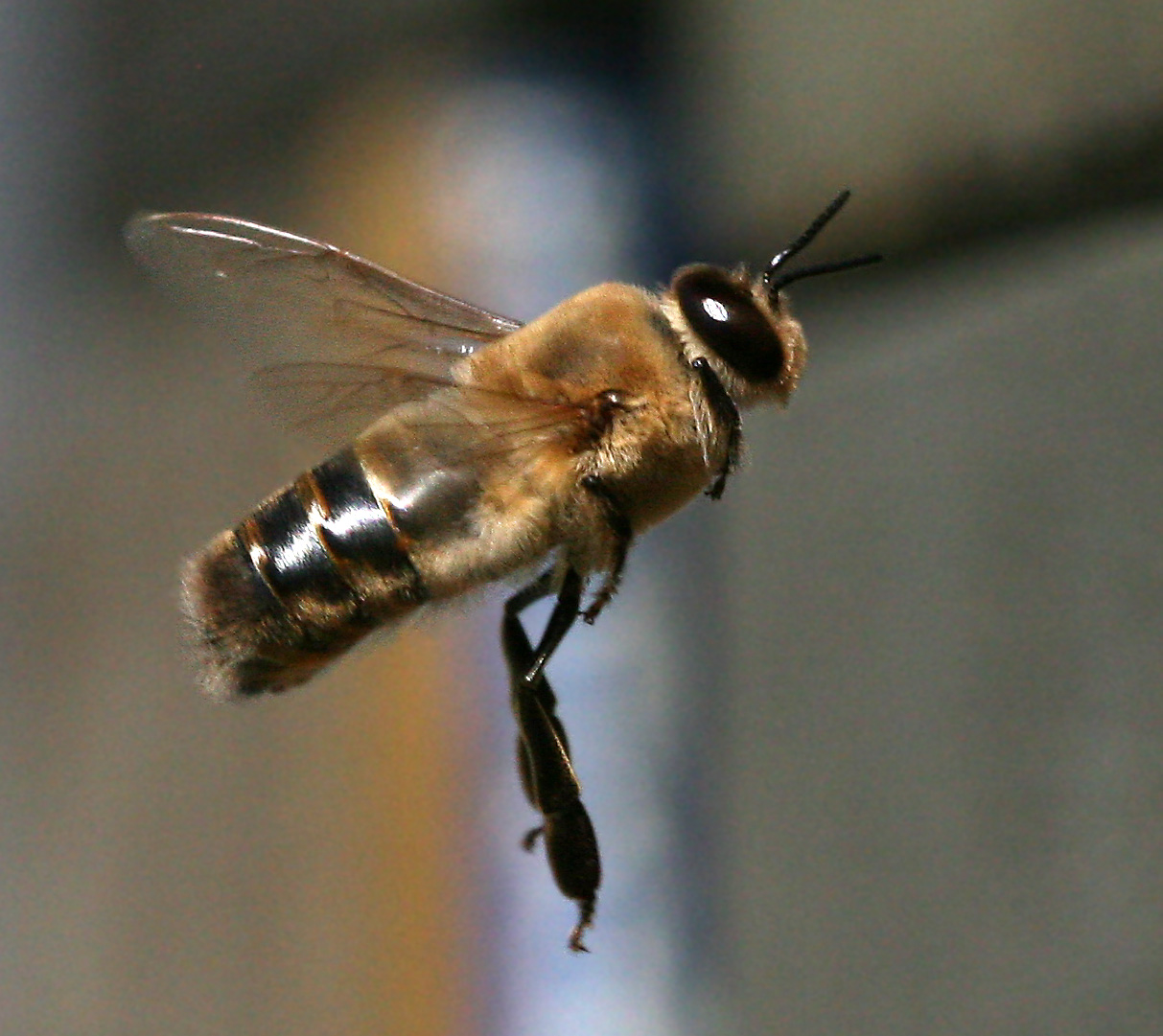
Pecchione in volo

In realtà, l'immagine del fuco, inoperoso ed ozioso (presente ad esempio nella favola di Fedro Api e fuchi al tribunale della vespa), è stata del tutto superata da recenti scoperte di alcuni ricercatori. Il fuco collabora all'allevamento delle larve, scaldando la covata con il calore prodotto dal proprio corpo, e alla maturazione del miele, tramite ventilazione, liberando quindi le operaie per altre mansioni. Non è in grado di bottinare, ma opera la trofallassi (lo scambio del nettare da un insetto all'altro) concorrendo come le operaie a questa importante funzione; ed ha un suo corredo feromonale, anche se non è ancora ben chiaro il suo scopo. In ultimo, le larve della covata maschile attirano fortemente le femmine di Varroa destructor (l'acaro nemico numero uno degli alveari): attirando su di sé i parassiti, si alleggerisce in qualche modo il danno apportato dallo stesso alla covata femminile di operaie.
I fuchi riescono a fare voli di 16 km in diversi punti di raduno per effettuare l'accoppiamento.
Vengono uccisi o scacciati durante la sciamatura e comunque entro il periodo autunnale (nei climi temperati).